# نوبلتاون (فلوریدا)
نوبلتاون (به انگلیسی: Nobleton) یک منطقهٔ مسکونی در ایالات متحده آمریکا است که در شهرستان هرناندو، فلوریدا واقع شده‌است. نوبلتاون ۰٫۵۲ کیلومتر مربع مساحت و ۲۸۲ نفر جمعیت دارد و ۱۸ متر بالاتر از سطح دریا واقع شده‌است.